# Arma biológica étnica
Uma arma biológica étnica (ou uma arma biogenética) é um tipo hipotético de arma biológica que poderia atingir preferencialmente pessoas de etnias específicas ou pessoas com genótipos específicos.